# Karussel
Karussel (russisch Карусель ‚Karussell‘) ist ein landesweiter russischer Fernsehsender für Kinder und Jugendliche. Er sendet rund um die Uhr aus dem Fernsehzentrum Ostankino in Moskau. Es handelt sich um den Kinderkanal mit der größten Reichweite in Russland. Karusel ist ein gemeinsames Projekt von Perwy kanal und WGTRK.

## Geschichte
Am 24. Juni 2009 unterzeichnete der damalige russische Präsident Dmitri Medwedew ein Dekret über die Fusion der beiden Sender Telenjanja und Bibigon zu einem einzigen Kinder- und Jugendkanal bis zum 1. Januar 2011.
Der Sendestart von Karussel erfolgte am 27. Dezember 2010 um 5:00 Uhr morgens. Die Zielgruppe sind drei- bis 14-Jährige Zuschauer. Das Sendekonzept und die Sendeformate werden unter Beteiligung von Kinderpsychologen und Pädagogen entwickelt. Die Produktion der Programme erfolgt durch WGTRK und Perwy kanal sowie Drittproduzenten. Den größten Teil des Programms (etwa 60 %) machen Bildungs- und Unterhaltungsprogramme aus eigener Produktion aus, der Rest sind russische und ausländische Spiel- und Animationsfilme.